# Karl Ferdinand Batsch

Karl Ferdinand Batsch

Karl Ferdinand Batsch (* 10. Januar 1831 in Eisenach; † 22. November 1898 in Weimar) war ein deutscher Marineoffizier, zuletzt Vizeadmiral.

## Leben
Batsch trat 1846 in die Handelsmarine ein, machte auf einer Hamburger Bark seine erste Reise nach Ostasien und trat 1848 als Matrose II. Klasse in die preußische Marine über. Für ein Jahr wurde er zur Dienstleistung in die United States Navy kommandiert und dort auf der St. Lawrence eingesetzt. 1852 wurde Batsch zum Leutnant II. Klasse und Adjutanten des Kommodore Schröder befördert. Er nahm 1856 an der Fahrt der Danzig und der Expedition gegen die Rifpiraten teil, wurde 1857 auf 1¾ Jahre zur britischen Marine kommandiert, war 1862–1864 Adjutant beim Oberkommando der Marine, avancierte im Mai 1864 zum Korvettenkapitän und befehligte die Grille in den kleinen Gefechten mit den dänischen Schiffen bei Rügen. Er kommandierte von 1864 bis 1865 die Victoria und von Ende 1865 bis 1867 das Kadettenschulschiff Niobe, mit dem er als Kommandant eine größere Übungsfahrt nach Westindien unternahm.
1866/67 war er der erste Direktor der Marineschule in Kiel. 1867 wurde er Chef des Stabes beim Oberkommando der Marine. 1870 zum Kapitän zur See befördert, kommandierte er ab 1871 die Vineta während ihres zweijährigen Aufenthalts als Stationär in Westindien, wo er die Regierung von Haiti zur Erfüllung einer deutschen Reklamation zwang.
1873 wurde Batsch Chef des Stabes der Admiralität, 1875 Konteradmiral und war 1876 und 1877 Kommandeur der Panzergeschwader, welche zum Schutz der deutschen Interessen in das Ägäische Meer entsandt wurden, wo sich im Kontext der Balkankrise Unruhen gegen christliche Einwohner ereigneten während derer auch der deutsche Konsul Abbott in Saloniki ermordet wurde. Auf Bismarcks Wunsch wurde das Panzer-Übungsgeschwader nach Saloniki entsandt, wo am 25. Juni 1876 die Panzerfregatten Kaiser, ihr gerade in Dienst gestelltes Schwesterschiff Deutschland, Kronprinz und Friedrich Carl sowie der Aviso Pommerania eintrafen. Das Kanonenboot Comet folgte dem Geschwader. Unterstellt waren Batsch außerdem Medusa, Nautilus und Meteor. Anwesend waren außerdem russische, französische, österreich-ungarische und englische Einheiten. Am 21. August wurde die Reklamation gegen die Türkei durch Salut der deutschen und französischen Flagge beendet und die Admiralität wollte das Geschwader abziehen. Das deutsche Auswärtige Amt hielt aber eine weitere Präsenz für notwendig. So begann am 23. August unter Batsch nur der Rückmarsch eines Teils des Geschwaders mit Kaiser, Deutschland und Medusa, das am 13. September wieder in Wilhelmshaven eintraf.
Ab dem 1. Juni 1877 verlegte Batsch mit dem Panzer-Übungsgeschwader wieder in das östliche Mittelmeer, wo inzwischen der Russisch-Türkische Krieg ausgebrochen war. Der Verband bestand aus Kaiser, Deutschland, Friedrich Carl, der neuen Panzerfregatte Preußen sowie dem Aviso Falke, dazu kamen die noch im Mittelmeer befindliche Gazelle und das Kanonenboot Comet sowie der Aviso Pommerania. Der Schwerpunkt der Aktivitäten des Geschwaders lag diesmal vor der Küste Palästinas, wo Batsch am 1. bis 5. Juli Port Said und Jaffa anlief, von wo aus der Admiral mit Stab und Teilen der Besatzung einen Ausflug nach Jerusalem machte. Der weitere Schwerpunkt lag wiederum in der Agäis, wo vom 30. Juli bis zum 4. August wiederum Saloniki und ab dem 13. August und erneut vom 10. bis zum 25. September Piräus angelaufen wurde. Im Oktober wurde das Geschwader nach Deutschland zurückbeordert und lief am 21. Oktober wieder in Wilhelmshaven ein.
Auch 1878 befehligte Batsch das zu gleichem Zweck abgeschickte Panzergeschwader (König Wilhelm, Großer Kurfürst, Preußen und Falke), welches am 31. Mai im Kanal bei Folkestone durch einen Zusammenstoß der König Wilhelm und der Großer Kurfürst verunglückte. Batsch wurde deshalb vor ein Kriegsgericht gestellt und im Juli 1879 zu sechs Monaten Festungshaft verurteilt, aber, nachdem er 14 Tage Haft verbüßt hatte, schon am 15. August 1879 begnadigt und zum Direktor der Admiralität ernannt.
Man beförderte Batsch am 3. Februar 1880 zum Vizeadmiral und ernannte ihn am 25. Januar 1881 zum Chef der Marinestation der Ostsee in Kiel. Nach dem Rücktritt des Chefs der Admiralität von Stosch, der Batsch nach dem Unglück der Großer Kurfürst beigestanden hatte, wurde seitens der Marine und auch Bismarcks Batsch als neuer Chef der Admiralität gesehen. Auf Vorschlag von Emil von Albedyll, dem Chef des Militärkabinetts, berief Wilhelm I. jedoch Leo von Caprivi in dieses Amt. Von Caprivis Patent als Generalleutnant wurde dafür um drei Jahre vordatiert, um genau einen Tag dienstälter als Batsch zu sein. Batsch bat daraufhin um seine Entlassung aus dem Dienst. Er wurde am 21. Juli 1883 zur Disposition und gleichzeitig à la suite des Seeoffizierkorps gestellt.

## Werke
- Admiral Prinz Adalbert von Preußen. Berlin 1884.
- Nautische Rückblicke. Berlin 1892.
- Mit Johann Friedrich Meuss: Frankreich: Die Flotte, Band 5.2 der Reihe Die Heere und Flotten der Gegenwart. Schall und Grund, Berlin, 1900.
- Sowie maritim-strategische Aufsätze unter anderem über die Befestigung Helgolands.[2]